# Traduction
Pour l’article homonyme, voir Traduction génétique.
« Traduire » redirige ici. Pour le logiciel de traduction d’Apple, voir Traduire (Apple).

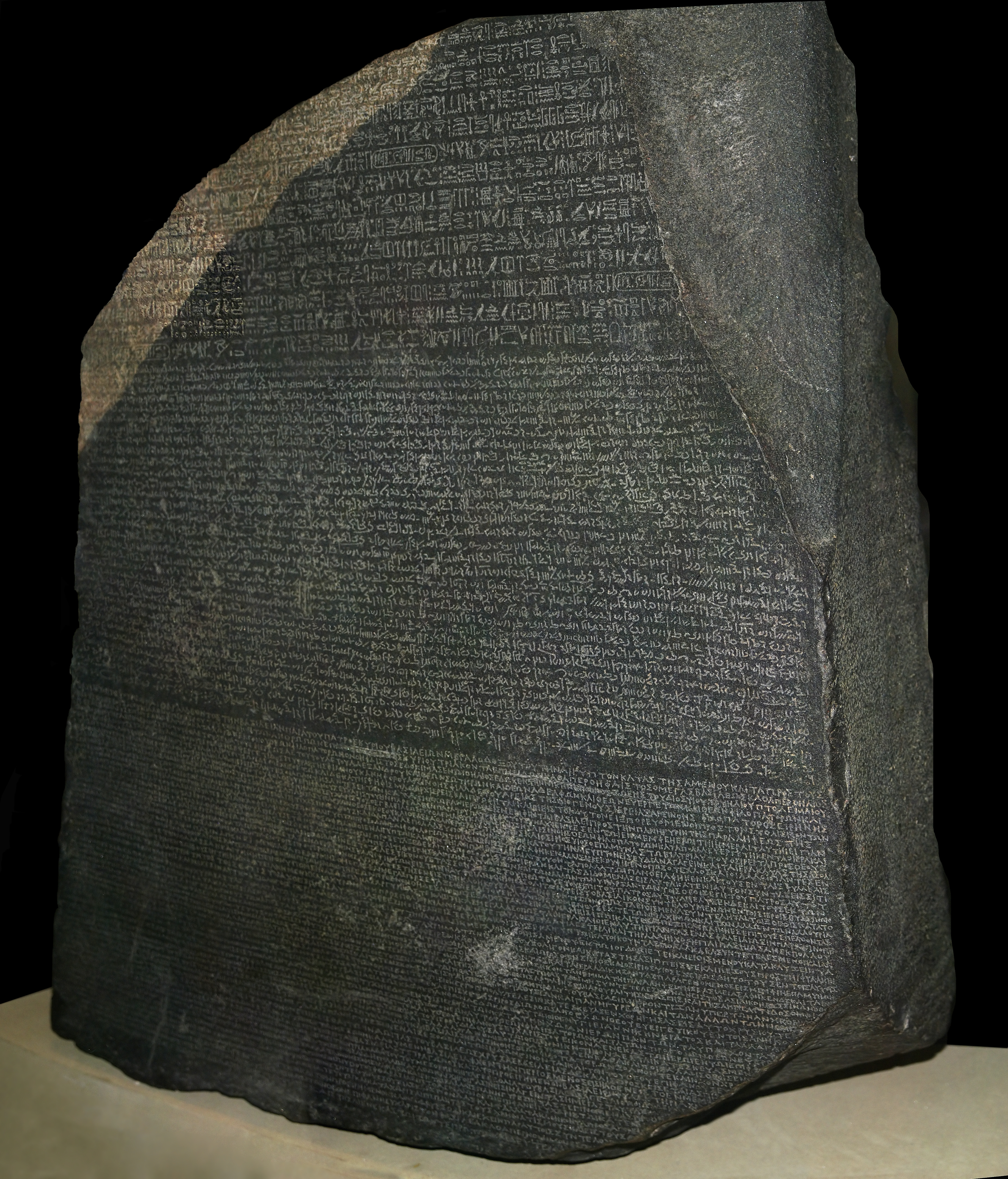
La pierre de Rosette, qui a permis le déchiffrement des hiéroglyphes au XIXe siècle.

La traduction (dans son acception principale) est le fait de faire passer un texte d'une langue (« langue source », ou « langue de départ ») dans une autre langue (« langue cible », ou « langue d'arrivée »). Elle met en relation au moins deux langues et deux cultures, et parfois deux époques.
Une traduction (translation en ancien français) représente toujours un texte original (ou « texte source », ou « texte de départ ») ; en cela, elle comporte un certain degré d'équivalence, bien que le concept d'équivalence stricte entre les langues soit désormais dépassé en traductologie. Le concept de traduction repose depuis longtemps sur des dichotomies telles que « fidélité » versus « liberté », « fidélité à la lettre » versus « fidélité à l'esprit », « traduction sourcière » versus « traduction cibliste », etc.
La traduction tient compte d'un certain nombre de paramètres (contexte, grammaire, etc.), afin de se rendre compréhensible pour des personnes n'ayant pas de connaissance de la langue source et n'ayant pas la même culture ou ne disposant pas du même bagage de connaissances. Traduire suppose de maîtriser la langue source mais aussi la langue cible (ou destinataire), qui est généralement la langue maternelle du traducteur. Le bon traducteur possède davantage que des compétences linguistiques : il doit être capable d'analyser le texte et il doit lui-même posséder des qualités d'écriture. Pour traduire les textes scientifiques et techniques, il doit également posséder de solides connaissances techniques et maîtriser le jargon dans les deux langues.
La traduction est encore essentiellement humaine, le cas échéant à l'aide d'outils de traduction assistée par ordinateur, mais des outils informatiques de traduction automatique apparaissent.
La discipline qui s'intéresse à la traduction se nomme la traductologie.

## Rôle de la traduction et des langues dans la circulation des idées et des informations
Dans l'espace et dans le temps, l'intensité de la communication interculturelle et des échanges interlinguistiques dépend en grande partie de la quantité et de la qualité des informations traduites d'une langue vers une autre, mais l’Histoire a montré que la circulation et la « notoriété » des idées ne se confondent pas quantitativement avec les langues les plus parlées. En particulier, le nombre de locuteurs d’une langue parlée n’est pas un bon prédicteur de l’aptitude d’un message créé dans cette langue (ou circulant dans cette langue) à être ensuite traduit et à circuler dans le monde entier ; selon le linguiste David Crystal, « ce qui explique qu’une langue devient une langue mondiale a peu à voir avec le nombre de personnes qui la parlent, mais beaucoup plus avec l'identité de ces locuteurs ». Le réseau des locuteurs bilingues et des traducteurs a donc une grande importance de ce point de vue.
Depuis le XIXe siècle et avec la mondialisation et la réglementation du « droit de propriété intellectuelle » et des traductions, un certain nombre de langues et de cultures sont plus ou moins bien « traduites », voire s’éteignent plus rapidement qu’auparavant ou sont déjà mortes ou oubliées (étant entendu qu'une langue morte comme le latin peut continuer à être traduite).
Certains auteurs décrivent l'émergence d'un nouveau réseau et d'un système mondial de langues, où l’anglais joue un rôle devenu prépondérant et central. L’hégémonie culturo-linguistique de l'anglais pourrait toutefois être peu à peu contenue par l'amélioration et la généralisation des logiciels de traduction automatique sur l'Internet et par l'approche inédite wikimédienne qui encourage et facilite « les traductions et échanges interlinguistiques dans Wikipédia et ses projets-frères (traductions dans 287 langues possibles fin 2013, parmi lesquelles des langues dites « mortes » et l'espéranto, avec plusieurs grands projets linguistiques bilatéraux).
L'analyse de la situation relative des langues du monde est longtemps restée impossible faute de données pertinentes, note Mark Davis (président et cofondateur du Consortium Unicode qui produit des standards d'encodage de caractères pour l'ensemble des ordinateurs et des interfaces mobiles de la planète utilisant l'écriture), alors que l’on pressent pourtant l’importance de la structure de ce réseau ; il est longtemps resté impossible d’étudier quantitativement la structure du réseau mondial des échanges entre langues mais cela devient plus facile grâce à la constitution de grandes bases de données ouvertes de « lieux » d’échanges mondiaux tels que Wikipédia ou Twitter et alors que l’on connaît de mieux en mieux la proportion des langues parlées sur l’Internet.
En 2014, une équipe américano-française a utilisé la science des réseaux pour créer des cartographies permettant de visualiser la façon dont des informations et des idées circulent dans le monde [selon la langue du message d’origine, selon le PIB moyen des pays où cette langue est parlée, selon la langue des premières traductions et celles qui vont véhiculer l’information ou selon le médium (livre, Wikipédia, Twitter)...]. Pour dresser cette « carte », ces chercheurs ont étudié d’une part les données disponibles sur la traduction littéraire (en prenant pour base 2,2 millions de traductions de livres publiées dans plus de mille langues) et d’autre part les deux grands réseaux mondiaux d’échanges par le langage, que sont :
1. les tweets bilingues (à partir de l'étude de 550 millions de tweets, de 17 millions d'utilisateurs en 73 langues, retenus pour l’étude), ce qui a été possible grâce à la base de données ouverte et parce que celle-ci permet d'associer un tweet à une langue et la personne qui tweete à une ou plusieurs communautés linguistiques ;
2. des versions linguistiques différentes de pages Wikipédia (sans tenir compte du travail des robots dans Wikipédia)[10], dont la base de données est ouverte (DBpedia).

Voici ce que révèle l’analyse de ces données :
- il existe une importante hiérarchisation des langues d’« interfaçage » dans ce réseau, avec des nuances selon le média étudié ;
- sans surprise, l’anglais est la langue la plus importante et la plus efficace pour assumer la fonction d’interface entre d’autres langues pour diffuser une idée ou une information dans le monde (l'anglais constitue, dans le réseau cartographié, le hub le plus central). Aux rangs suivants, notamment dans Wikipédia, le français, l'allemand et le russe jouent un rôle similaire, puis vient une constellation de « hubs » plus petits avec par exemple l’espagnol et, loin derrière, le tamoul, le portugais ou le chinois, langues peu propices à la diffusion mondiale d’idées bien qu'elles soient parlées par un nombre très important de locuteurs. À l’opposé de l’anglais (qui est parlé presque partout dans les réseaux mondiaux d’échanges d’idées), le mandarin, l'hindi et l'arabe, bien qu’immensément populaires, sont isolés dans le réseau des échanges entre les langues (ce qui veut dire que les communications dans ces langues atteignent moins les locuteurs d'autres langues, et moins rapidement)[10] ;
- en termes de nœuds majeurs dans le réseau des échanges informationnels interlangues dans le réseau mondial, les traductions littéraires et le système d’interlangue de Wikipédia (283 langues en 2014) valorisent encore principalement les langues européennes (et le japonais pour les traductions), mais Twitter donne plus d’importance (après l’anglais) à des langues non majeures dans les deux réseaux précédents d’échange (malais, portugais, espagnol, philippin, néerlandais, arabe). Le réseau des traductions littéraires est plus stable et formel. Wikipédia évolue rapidement, mais tout en se structurant, alors que Twitter offre un modèle totalement différent, constitué uniquement de messages courts, très réactifs à l’actualité ;
- des locuteurs de langues disparates ou rares gagnent à être indirectement connectés à d’autres langues via un hub (grand ou petit) s’ils veulent que leurs messages circulent dans le monde. Twitter peut faire circuler des idées au sein d’un groupe de langues proches (par exemple des Philippines à la zone coréenne via le malais), alors qu’une traduction passant par l’anglais facilitera la circulation d’une idée de la langue turque au Malayalam (parlé en Inde par 35 millions de personnes)[10] ;
- les personnes ou institutions bilingues ou multilingues apparaissent donc comme des « nœuds » importants dans le réseau de transmission des informations et des idées. Internet et des phénomènes comme Wikipédia et Twitter ont amplifié leur rôle de convertisseur de langue, mais leur capacité à faire circuler l’information reste bien plus importante si l’une des langues maîtrisées par l'utilisateur est l’anglais[10] ;
- il existe quelques phénomènes atypiques ou émergents : par exemple, le néerlandais n’est parlé que par un « petit » nombre de personnes (27 millions de locuteurs, ce qui est bien moins que l'arabe qui compte environ 530 000 000 locuteurs), mais les Néerlandais sont à la fois souvent polyglottes et très actifs en ligne[10] ;
- les utilisateurs étudiés constituent une sorte d’élite, alphabétisée et active « en ligne ». Et bien que ne représentant parfois qu’une petite partie de l’ensemble des locuteurs d'une ou plusieurs langues, cette élite a un pouvoir et une responsabilité « disproportionnée » car, volontairement ou non, elle marque de son empreinte (voire de certains biais) les messages qu’elle traduit et relaie vers d’autres langues, cultures et peuples éloignés. C’est tout particulièrement le cas pour les anglophones dont les messages semblent les plus aptes à circuler loin et vite[10] ;
- le faible taux de traduction de textes initialement rédigés dans de nombreuses langues vers l’arabe et le monde arabe constitue un obstacle à la diffusion de savoirs « extérieurs »[10] ;
- un pays qui encourage la traduction de nombreux documents vers l’anglais (ou vers l’une des langues qui sont les meilleurs relais) se fera mieux connaître. Le choix d'une seconde langue qui est très bien connectée aux autres langues sur l’Internet des réseaux sociaux et culturels est alors un atout[10] ;
- un non-anglophone qui souhaite faire circuler des idées ou avoir accès à des idées nouvelles extérieures à sa culture a tout intérêt à choisir l'anglais comme deuxième ou troisième langue, alors qu’un anglophone gagnera à choisir l’espagnol, le français ou l’allemand plutôt que le chinois ou l'hindi, à tout le moins pour la diffusion d’idées par la voie écrite[10].

La transmission culturelle passe aussi par le langage parlé, localement et à distance (via le téléphone ou Skype), ce qui pourrait accélérer la diffusion de certaines idées et informations.

## Statistiques
On ne dispose pas de statistiques exhaustives du nombre de textes traduits dans le monde, en raison notamment d'un grand nombre de traductions faites dans la littérature grise ou diffusées via l'internet sans passer par les réseaux classiques.
Dans le monde, le document le plus traduit serait, d'après le livre des records de 2009, la Déclaration universelle des droits de l'homme. En 2019, la DUDH dénombre 515 traductions,,, bien que la Bible soit réputée traduite dans plus de 2000 langues et la prière du Notre Père dans 1 698 langues.
En France, dans les années 2000-2010, pour environ 70 000 titres annuels, 10 à 13 % sont des traductions. Les francophones ont donc accès à environ 7 000 à 9 100 titres étrangers traduits en français et publiés chaque année.

## Traduction et interprétation
Ces deux notions diffèrent : le traducteur traduit des idées exprimées à l'écrit d'une langue vers une autre tandis que l'interprète traduit des idées exprimées oralement ou par l'utilisation de parties du corps (langue des signes) d'une langue vers une autre. L'interprétation peut être considérée comme un sous-domaine de la traduction au regard des processus mis en œuvre (études en traduction), mais en pratique ces activités requièrent des aptitudes très différentes, sont soumises à des contraintes différentes et ont un rapport au temps également différent.

### Les lieux de traduction
Traduire présuppose de maîtriser deux langues au moins, mais aussi d'avoir un accès au texte à traduire (ou à sa copie) durant le temps nécessaire à sa traduction, et si possible à un texte original (éventuellement annoté) plutôt qu'à une traduction préexistante de ce texte dans une autre langue.
Or, pendant longtemps, les ouvrages ont été copiés et recopiés à la main. Ils sont parfois rares ou uniques.
Les bibliothèques et lieux d'archives (municipaux, royaux, religieux, industriels, etc.) abritent des ouvrages rares et des collections patrimoniales, des collections d'enseignement et/ou de recherche et des ouvrages de lecture publique. Ces lieux sont importants pour les traducteurs. Certains des ouvrages qui y sont conservés ne peuvent être empruntés à domicile ni même directement consultés, d'autres ne peuvent être ni photographiés ni microfilmés. Les étudiants, enseignants, chercheurs et autres professionnels viennent y traduire sur place des éléments d'ouvrages ou des ouvrages anciens entiers. Pour le philosophe Robert Damien, au-delà d'un lieu de juxtaposition des auteurs et des langues, des textes et des savoirs, la traduction est — comme la bibliothèque — un « lieu des liens ».

## Théories de la traduction

### Textes antiques
Concernant les textes antiques, on distingue aujourd'hui principalement deux courants de traductions.

#### La traduction littérale ou formelle
Le principe de la traduction littérale ou formelle reste centré sur les mots et la syntaxe originels, les privilégiant avant tout, au risque de les rendre peu intelligibles dans un contexte historique différent.

### Théories contemporaines
En matière de théories contemporaines de traduction, on constate généralement l'existence de six courants dominants :

#### Approches fondées sur la pratique/Approche communicationnelle
Courant interprétatif : théorie du sens de l'École supérieure d'interprètes et de traducteurs (ESIT), fondée principalement sur la pratique de l’interprétation de conférence. Dans leur ouvrage Interpréter pour traduire, Danica Seleskovitch et Marianne Lederer soutiennent qu'il faut traduire le sens et non pas la langue car celle-ci n'est qu'un simple véhicule du message. La langue peut être un obstacle à la compréhension. C'est pour cette raison que lors de toute opération traduisante, il faut toujours éviter de transcoder et procéder à la déverbalisation. Parmi les travaux qui ont joué un rôle important au sein des efforts de théorisation qui ont jalonné l'histoire, on retiendra le projet d'un ouvrage général sur la langue française d'Estienne Dolet qui aboutira à la publication, en 1540, de La manière de bien traduire d'une langue à une autre.

#### Approches fondées sur des théories littéraires

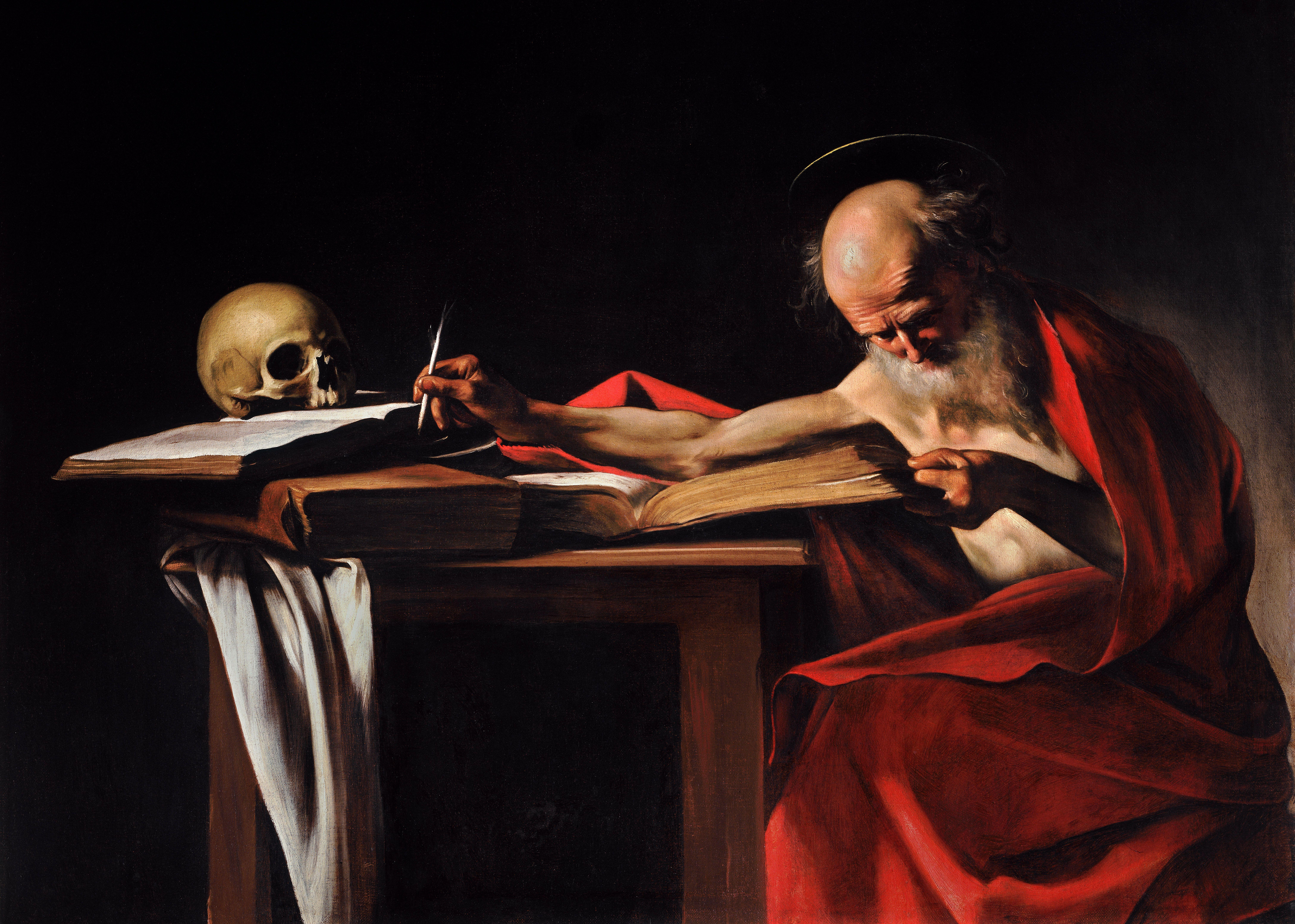
Saint Jérôme écrivant (Le Caravage, Rome). Représentation de Jérôme de Stridon, dénommé Saint Jérôme, qui traduisait la Bible vers l'an 400 de notre ère. Ses conceptions de la traduction influencèrent toute la chrétienté jusqu'à nos jours. Le tableau a été fait par Le Caravage en 1605 et 1606.

Ce courant considère que la traduction n'est pas une opération linguistique mais plutôt une opération littéraire (Edmond Cary). En d'autres termes : pour traduire de la poésie, il faut être poète (Ezra Pound, Walter Benjamin, Henri Meschonnic, Antoine Berman).
Zrinka Stahuljak, historienne, dans le cadre de ses études sur le fixeur, a repris les idées de Walter Benjamin, pour s'en distancer, car d'après elle ces idées diminueraient l'apport humain. Benjamin voit dans la traduction un acte presque métaphysique. La traduction, pour lui, ne devrait pas communiquer le sens du texte original : ni le texte original, ni le texte traduit, pense-t-il, ne sont essentiels dans leur sens. Les mots seuls portent ce qui est essentiel, et la traduction est un transfert de langue à langue, non pas de sens à sens, ou de personne à personne. Seul le « pur langage », « die reine Sprache » dit-il, est opérant. La traduction doit travailler le mode d'intention dans la forme, non dans l'intention. L'essentiel se trouve dans la littéralité. Cette vision s'oppose aux conceptions habituellement occidentales, mises en place par Cicéron ou Saint Jérôme, qui s'attachent à la transmission du sens, que Benjamin déclare comme étant inessentiel. Jacques Derrida, dans la lignée de cette conception, dira que le sens est subverti, détruit, par la forme. Donc ne reste que la forme, qui conserve l'essence du texte. Cette étrangeté ne se réfère pas à l'humain, mais l'accueille. Aussi, dans cette métaphysique, l'humain, et donc le traducteur, les traductrices, ne sont que des périphéries. Le traducteur n'est plus qu'une fonction, comme l'on voudrait que reste le fixeur, ou la fixeuse. -.
Cependant, l'existence des langues véhiculaires, parce qu'elles sont rudimentaires, donne la preuve que la communication humaine, dans les actes qu'elle suscite, et pas seulement la communication de forme, est importante. Il y a par ces langues une communication humaine dans un but précis, un but opérationnel, en dehors de la littérature. Et pourtant les mots échangés sont imprécis, mal formés, dans le cadre d'échanges non pas spirituels, mais pratiques. -.
Le concept d’énergie dans la langue : les mots sont, en quelque sorte, une cristallisation du vécu historique d'une culture, ce qui leur donne une force, et c'est justement cette énergie qu'il faut traduire. Chez Leopardi, plusieurs pages du Zibaldone vont déjà dans le même sens (c'est l'enérgeia qu'il faut restituer dans le texte destinataire).

#### Courant sociolinguistique
C'est le moule social qui détermine ce qui est traduisible ou pas, ce qui est acceptable ou pas (sélection, filtration, censure...). Le traducteur est le produit d'une société et l'on traduit selon son propre bagage socio-culturel (école de Tel-Aviv : Even Zohar, Gideon Toury).

#### Approches fondées sur des théories linguistiques
Structuralisme, linguistique, pragmatique, linguistique du texte. C'est un courant qui considère le mot, le syntagme et la phrase comme unités de traduction (Georges Mounin, Vinay et Darbelnet, J.I Austin, J.-Ch. Vegliante).

#### Approches fondées sur des concepts philosophiques et herméneutiques
Le chef de file de ce courant est George Steiner. Le véritable traducteur doit être capable de se mettre dans la peau d'un écrivain afin de capter et de saisir l'intention (le « vouloir dire ») de l'auteur du texte de départ. L’opération traduisante est considérée comme un mouvement en quatre temps : trust (confiance / conviction), agression, incorporation et restitution.

« La traduction d’une langue A dans une langue B concrétise l’implication d’une troisième présence active. Elle révèle la physionomie du « pur langage » qui a précédé et qui sous-tend les deux langues. Une authentique traduction dégage les contours vagues mais reconnaissables du dessin cohérent dont, après Babel, se sont détachés les fragments torturés du langage humain. (…) Le traducteur enrichit sa langue en laissant la langue-source s’y insinuer et la modifier. Mais il fait bien plus : il étire son propre parler en direction de l’absolu secret de la signification (Steiner, 1978 : 71-72) ». »

#### Les approches sémiotiques
La sémiotique est l’étude des signes et des systèmes de signification. Pour le sémioticien Charles Sanders Peirce, le processus de signification est le résultat de la coopération de trois éléments : un signe, un objet et son interprétant. Aussi, d'un point de vue sémiotique, toute traduction est envisagée comme une forme d’interprétation qui porte sur des textes ayant un contenu encyclopédique différent et un contexte socioculturel particulier.

### Le processus de traduction
Le processus de traduction peut être découpé en trois phases :
1. compréhension : assimilation du sens véhiculé par un texte, du vouloir dire d'un auteur… et aussi (du moins pour les textes littéraires) de ses choix formels ;
2. déverbalisation : oubli des mots et conservation du sens ; « opération par laquelle un sujet prend conscience du sens d'un message en perdant conscience des mots et des phrases qui lui ont donné corps »[28] ; cette phase serait vaine sans une conscience aiguë de la forme (Berman, Vegliante) ;
3. réexpression : reformulation du vouloir dire en langue cible ; retour aux mots et à la forme du texte en général.

### Types de traductions
Sur le marché du travail, on distingue deux types de traduction : la traduction de textes techniques et la traduction littéraire. La majorité des traducteurs professionnels traduit des textes techniques. Les traducteurs littéraires sont attachés à une maison d'édition ou indépendants.

#### Traduction technique
La traduction technique concerne les documents tels que les manuels, guides d'utilisation, documentations logicielles, feuillets d'instructions, notes internes, procès-verbaux, rapports financiers, contrats, textes officiels, articles scientifiques et autres documents destinés à un public limité (celui qui est directement concerné par le document) et dont la durée de vie utile est souvent limitée.
Par exemple, le guide d'utilisation d'un modèle particulier de réfrigérateur n'a d'utilité que pour le propriétaire du réfrigérateur, et restera utile tant que ce modèle de réfrigérateur existera. De même, la documentation logicielle se rapporte généralement à un logiciel particulier, dont les applications concernent une catégorie d'utilisateurs.
La traduction de textes techniques exige souvent des connaissances spécialisées dans un domaine particulier. On compte parmi les textes techniques :
- les documents d'ordre strictement technique (informatique, électronique, mécanique, etc.) ;
- les textes scientifiques (biologie, astronomie, médecine, géologie, etc.) ;
- les textes d'ordre financier, juridique ou administratif. La traduction administrative s'est particulièrement développée après la Seconde Guerre mondiale.

La traduction technique est un type de traduction souvent « anonyme » dans lequel le nom du traducteur peut ne pas être associé au document traduit, tout comme certaines entreprises ne font pas mention des auteurs des guides d'utilisation des produits. Cependant, dans le cas de la traduction de livres à contenu informatif, le traducteur sera mentionné dans la section de responsabilité primaire de l'item bibliographique du livre.
En général, la traduction technique est plus accessible et offre une rémunération plus élevée que la traduction littéraire.

##### Écoles de pensée
Selon l'école de pensée cibliste, il est nécessaire, lorsque cela s'impose, de privilégier l'exactitude des propos au détriment de la stylistique. Pour communiquer son message, la traduction devra parfois remplacer les éléments culturels du texte original par des exemples équivalents, mais mieux connus des lecteurs de la culture d'arrivée. Le plus important demeure le « sens » du message que souhaite transmettre l'auteur. Le traducteur doit d'abord faire passer ce message de manière idiomatique et naturelle pour le lecteur de la langue d'arrivée, tout en demeurant fidèle au langage, au registre et au ton employés par l'auteur du texte rédigé dans la langue de départ.
Selon l'école de pensée sourcière, le traducteur est tenu de demeurer strictement fidèle à la forme du texte original. Le traducteur devra donc reproduire tous les éléments stylistiques du texte original, employer le même ton, conserver tous les éléments culturels et même, à l'extrême, contraindre la langue d'arrivée à prendre la forme dictée par le texte de départ. Le traducteur sourcier veillera en premier lieu à respecter scrupuleusement le véhicule employé par l'auteur, et tâchera ensuite de bien restituer le sens du message.
(Voir Critiques de la traduction infra.)

##### Difficultés liées aux domaines de spécialité
Il y a lieu de relever que certains traducteurs indépendants indiquent être spécialisés dans à peu près tous les domaines, ce qui contredit, par définition, le terme de spécialisation ; il est évident que ces traducteurs cherchent ainsi à se voir confier un plus grand nombre de travaux de traduction.
Il ne faut cependant pas sous-estimer la capacité à développer la connaissance fine d'un sujet au fil des traductions effectuées, les sources d'explications, comme Wikipédia, d'autres encyclopédies, les dictionnaires terminologiques, sans oublier les sites Internet des sociétés concernées ou traitant des sujets concernés, étant nombreuses. Il peut donc être utile de faire appel à un traducteur présentant un grand nombre de spécialisations sur son CV.
Cela dit, pour réaliser des traductions pragmatiques utiles, il est nécessaire de maîtriser le jargon du domaine et de savoir employer les bons termes ; une traduction qui ne reflète pas l'usage courant et l'évolution de la langue de spécialité pourrait être imprécise, voire incorrecte, et ne saurait intéresser ses lecteurs, au même titre que l'on n'écrit plus comme en 1750.
Certains domaines (comme l'informatique) évoluent à une vitesse vertigineuse, au point que le jargon spécialisé de la langue d'arrivée (par exemple le français) n'arrive pas à s'enrichir assez rapidement pour suivre l'évolution de la langue d'origine (par exemple l'anglais). Dans cette situation, le traducteur peut être confronté à l'absence d'équivalent français (donc à la nécessité soit d'utiliser le terme dans la langue d'origine, soit d'utiliser une périphrase explicative, soit de créer un néologisme), à l'existence plusieurs néologismes à peu près équivalents ou à une alternative entre un terme relativement général et bien connu et un terme plus précis, mais moins employé.
La traduction de logiciels (qui comporte deux phases distinctes, l'internationalisation et la régionalisation) est un processus qui diffère de la simple traduction textuelle à divers égards.

#### Traduction littéraire
Ce type de traduction concerne les romans, poèmes et autres types de textes relevant du domaine littéraire.
La traduction littéraire demande des aptitudes en stylistique, une bonne imagination et des connaissances culturelles étendues. Il s'agit de reproduire l'effet intégral du texte original chez le lecteur du texte dans la langue d'arrivée, autant que le sens des mots. La traduction doit être aussi plaisante à lire et susciter les mêmes émotions que l'original, suivant l'adage de Cervantès : « ne rien mettre, ne rien omettre ». Les grands traducteurs, quelles que soient leurs langues de travail, ont une formation très exigeante, études littéraires et universitaires, dans la langue à partir de laquelle ils traduisent — et nombre de traducteurs littéraires traduisent à partir de plusieurs langues — mais aussi et surtout dans leur langue maternelle, langue vers laquelle ils traduisent. L'écriture du texte de destination devient alors primordiale.
En poésie, la traduction présente une double difficulté lorsqu'il faut rendre compte à la fois du sens et de la métrique (de la forme en général), voire de procédés rhétoriques. Si l'on se limite au sens (sémantique), un exercice de traduction de haïkus, après passage dans plusieurs langues et retour final au français, a permis de démontrer une assez grande robustesse du contenu sémantique.

### Le problème de la double traduction
Une difficulté bien connue des traducteurs réside dans le fait que le texte à traduire est parfois déjà lui-même une traduction, pas nécessairement fidèle, que le traducteur doit, dans la mesure du possible, essayer de dépasser pour remonter à l'original. De nos jours, le phénomène s'est amplifié et se présente sous des formes diverses. Il y a d'abord l'utilisation consciente d'une langue-pont. S'il faut traduire en grec moderne un texte écrit en estonien, on pourra avoir du mal à identifier un traducteur connaissant à la fois les deux langues et le « sujet traité ». C'est d'une première traduction, souvent effectuée vers l'anglais, que partira le traducteur. L'imprécision de cette langue peut créer des difficultés, comme le fait remarquer Claude Piron avec cette phrase formulée en anglais dont il avait dû vérifier la traduction française : « He could not agree with the amendments to the draft resolution proposed by the delegation of India ». Le premier traducteur ne pouvait savoir si « proposed » se rapportait à « amendments » ou à « resolution » et avait choisi la mauvaise solution. Claude Piron, qui avait sous les yeux l'ensemble du rapport, put rectifier.

### Critiques de la traduction
Marc Bloch a formulé la critique suivante dans Apologie pour l'histoire :
« Il serait fâcheux, avouons-le, de voir les historiens encombrant leurs propos de vocables étrangers, imiter ces auteurs de romans rustiques qui, à force de patoiser, glissent à un jargon où les champs ne se reconnaîtraient pas mieux que la ville. En renonçant à tout essai d'équivalence, c'est souvent à la réalité même que l'on ferait tort. Un usage qui remonte, je crois, au XVIIIe siècle, veut que « serf » en français, ou des mots de sens voisin dans les autres langues occidentales, soient employés à désigner le chriépostnoï de l'ancienne Russie tsariste. Un rapprochement plus malencontreux pouvait difficilement être imaginé. Là-bas, un régime d'attache à la glèbe, peu à peu transformé en un véritable esclavage ; chez nous, une forme de dépendance personnelle qui, malgré sa rigueur, était très loin de traiter l'homme comme une chose dépourvue de tous droits : le prétendu servage russe n'avait à peu près rien de commun avec notre servage médiéval. Cependant, dire tout bonnement « chriépostnoï » ne nous avancerait guère. Car il a existé en Roumanie, en Hongrie, en Pologne et jusque dans l'Allemagne orientale, des types de sujétion paysanne étroitement apparentés à celui qui s'établit en Russie. Faudra-t-il, tout à tour, parler roumain, hongrois, polonais, allemand ou russe ? Une fois de plus, l'essentiel échapperait, qui est de restituer les liaisons profondes des faits, en les exprimant par une juste nomenclature. »
Il existe une autre critique, moins facile à argumenter, qui s'appuie sur une phrase italienne à la formulation particulièrement vigoureuse : « Traduttore, traditore » [en français, « Traducteur, traître »]. Selon cette critique, toute traduction revient à trahir l'auteur, son texte, l'esprit de celui-ci, son style… à cause des choix qui doivent être faits de toute part. L’écrivain Julien Green, parfaitement bilingue et qui a lui-même traduit certaines de ses œuvres du français vers l'anglais, déclare : « L’écrivain qu’on traduit aurait certainement employé d’autres mots et dit des choses différentes s’il avait écrit dans la langue du traducteur ».
Le traducteur Pierre Leyris (qui a traduit entre autres l'œuvre d'Herman Melville) répond à cette critique en affirmant : « Traduire, c’est avoir l’honnêteté de s’en tenir à une imperfection allusive ».

### Informatique
L'informatique et et la traduction sont interdépendants: les programmes, logiciels et applications informatiques peuvent être traduits, et inversement des logiciels existent pour aider avec la traduction assistée par ordinateur ou la traduction automatique.

#### Traduction des programmes informatiques
Certains logiciels ciblent initialement une langue particulière (par exemple l'anglais). Pour que le logiciel puisse être utilisé par des personnes parlant d'autres langues, il doit être adapté. Ce processus d'adaptation inclut généralement la traduction de tous les messages. On parle d'internationalisation ou de régionalisation de logiciel.
Voir aussi l'article Traduction mobile.

#### Utilisation de l'informatique
Les besoins internationaux ont donné lieu au fil des décennies à des efforts permettant de progresser sur le chemin de la traduction assistée par ordinateur ou la traduction automatique.

## Norme européenne puis internationale relative aux services de traduction
La norme de qualité NF EN 15038:2006, abrogée en 2015, était une norme européenne spécifique pour les services de traduction qui avait pour objet « d'établir et de définir les exigences relatives à la prestation de services de traduction de qualité ». Elle spécifiait « les exigences relatives aux fournisseurs de services de traduction (FST) en matière de ressources humaines et techniques, de management de la qualité et de gestion de projets, de cadre contractuel et de procédures de service ». La norme exposait les conditions et étapes d'une traduction.
En 2015, la norme NF EN 15038 a été remplacée par la norme internationale ISO 17100:2015 « Services de traduction – Exigences relatives aux services de traduction ». Aux termes du résumé établi par l'Organisation internationale de normalisation (« ISO »), la norme ISO 17100:2015 « fournit les exigences relatives aux processus de base, aux ressources et à d'autres aspects nécessaires à une prestation de traduction de qualité répondant aux spécifications applicables. L'application de l'ISO 17100:2015 fournit également des moyens permettant à un prestataire de services de traduction (PST) de démontrer la conformité des services de traduction spécifiés à l'ISO 17100:2015 et la capacité de ses processus et ressources à fournir un service de traduction répondant aux spécifications du client et aux autres spécifications applicables. Les spécifications applicables peuvent comprendre celles du client, celles du PST lui-même et celles de tous codes industriels, guides de bonnes pratiques ou réglementations pertinents ».
Selon la Direction générale de la Traduction de la Commission européenne, l'industrie des langues englobe les professionnels exerçant les activités de traduction, d’interprétariat, de sous-titrage et de doublage, de régionalisation, de développement d’outils technologiques linguistiques, d’organisation de conférences internationales, d’enseignement des langues et de consultation dans le domaine linguistique.

## Obligation de traduction
Dans certains cas, il peut être obligatoire de traduire un texte.
Par exemple, dans les pays polyglottes ou dans les organismes internationaux, il peut être obligatoire de traduire les textes législatifs et réglementaires ou les formulaires administratifs dans l'ensemble des langues nationales ou officielles.
La loi d'un pays peut imposer que certaines informations soient disponibles dans la langue nationale ou dans l'une ou l'ensemble des langues nationales. Par exemple, en France, la loi no 94-665 du 4 août 1994 relative à l'emploi de la langue française dite « loi Toubon », qui a succédé à la loi no 75-1349 du 31 décembre 1975, dispose que l'emploi de la langue française est obligatoire, notamment, dans toute publicité écrite, parlée ou audiovisuelle, ainsi que dans le mode d'emploi ou d'utilisation d'un bien, d'un produit ou d'un service.

## L'enseignement de la traduction dans l'enseignement supérieur

### France
Des cursus spécifiques diplômants ont été créés au niveau master tel le master traduction spécialisée.

### Québec
Un baccalauréat universitaire de trois ans en traduction existe dans la province. Il permet l'admission à l'Ordre des traducteurs, terminologues et interprètes agréés du Québec (OTTIAQ).

### Suisse
En Suisse, des formations en traduction sont proposées aux niveaux du bachelor et du master, par la Faculté de traduction et d'interprétation à Genève et par l'Université des sciences appliquées de Zurich à Winterthour. L'université de Lausanne, quant à elle, abrite le CTL (Centre de traduction littéraire) et propose aux étudiants une spécialisation en traduction littéraire.